# Jens Holmboe
Jens Holmboe (Tvedestrand, 5 de mayo de 1880 - Oslo, 24 de julio de1943) fue un botánico, algólogo noruego.

## Biografía
Era el hijo mayor del médico Michael Holmboe (1852-1918) y de su esposa Eleonore Vogt (1860-1951), y tuvo varios hermanos y hermanas. Su abuelo Jens Holmboe fue un prominente político.
Fue contratado en 1906 como curador del Universitetsmuseet i Bergen, donde impartió clases como profesor desde 1914. En 1925 es nombrado profesor en la Universidad de Oslo y gerente del Jardín Botánico Universitario de Tøyen, en Oslo.
También fue editor jefe de la revista Naturen, de 1906 a 1925.

## Algunas publicaciones
- 1903. Planterester i norske Torvmyrer (Restos vegetales en turberas noruegas)
- 1914. Studies on the Vegetation of Cyprus

### Libros
- jens Holmboe, karl erik torstein Lagerberg. 1937-1940. Våre ville planter (Nuestras plantas silvestres). Seis vols.

## Honores

### Eponimia
- (Asteraceae) Taraxacum holmboei H.Lindb.[3]

- (Rubiaceae) Coprosma holmboei (Christoph.) Heads[4]
- La abreviatura «Holmboe» se emplea para indicar a Jens Holmboe como autoridad en la descripción y clasificación científica de los vegetales.[5]